# Moldavia (regione storica)
La Moldavia (in moldavo: Moldova) è una regione storica dell'Europa orientale, abitata nell'antichità dai Daci, poi parte della provincia romana DaciaTemplate:Fonte, subendo le innumerevoli invasioni dei popoli migratori, tra cui i Goti e gli Unni.
Il nome Moldavia deriva dall'omonimo fiume della Moldavia. L'etimologia non è certa, ma si crede che derivi dalle parole dace "molta" (molte) e "dava" (città). Un'altra variante presuppone il nome di questo fiume come originario da quello di un nobile di Moldavo.

## La Moldavia storica

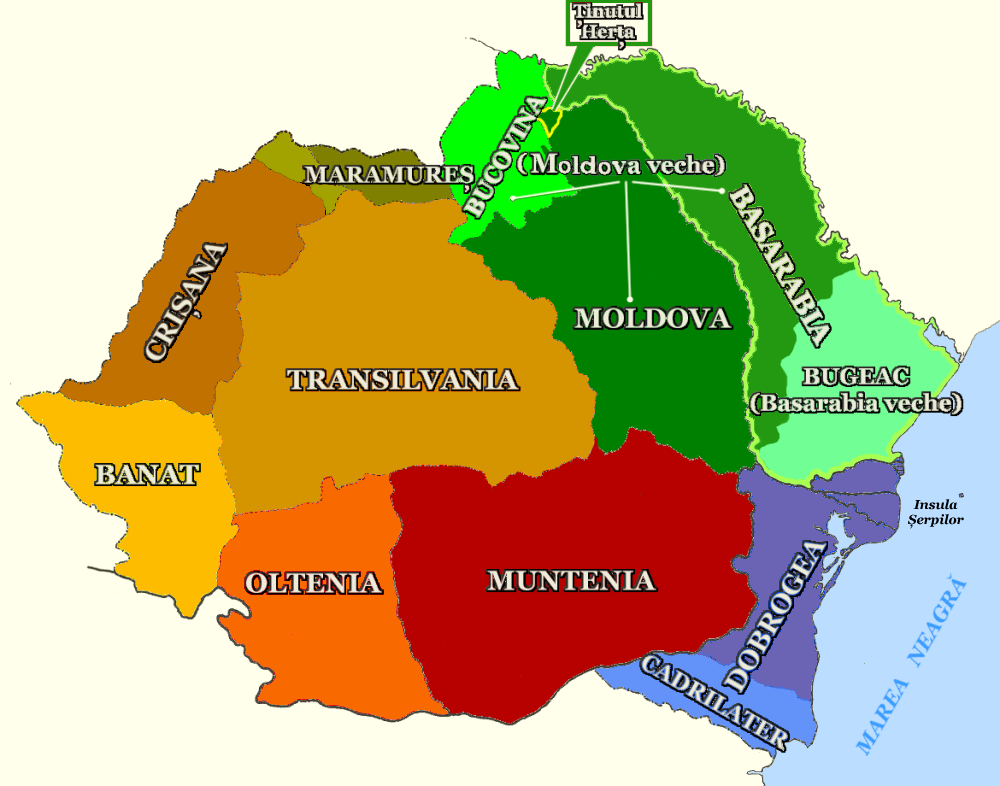
România - province storiche

I confini della provincia medioevale della Moldavia, detta anche Moldavia Storica, sono:
- Monti Carpazi a ovest con la Transilvania;
- fiume Nistro a nord con l'Ucraina;
- fiume Nistro a est;
- Mar Nero a sud-est;
- fiume Siret e fiume Milcov a sud-ovest con la Valacchia.

La Moldavia storica fu divisa in più zone:
- Principato di Moldavia - la parte ovest della storica provincia medioevale;
- Bucovina - la parte nord-ovest della storica provincia medioevale.
- Bessarabia (Basarabia) - la parte orientale della Moldavia Storica, il territorio tra il fiume Prut e il fiume Nistro.

La Bessarabia a sua volta è stata suddivisa in:
- Repubblica di Moldavia
- Bessarabia Storica o Bessarabia Vecchia (Budjak), la pianura a nord del Mar Nero.

Attualmente il territorio originario della Moldavia Storica è diviso tra Romania, Repubblica Moldava e Ucraina.

## Storia antica
Le origini latine della Moldavia si sviluppano durante il periodo dell'occupazione romana della Dacia (provincia romana che includeva anche parte dei territori delle attuali Romania, Bulgaria e Serbia), negli anni 105-270 dopo Cristo, quando si è formata una nuova cultura sulla base dell'assimilazione delle popolazioni locali da parte dei colonizzatori romani. Dopo che l'Impero Romano si ritirò dalla zona, mentre le sue truppe abbandonarono la regione nel 271 dopo Cristo, un numero di popoli migratori attraversò questa zona, manifestando violenza: Unni, Ostrogoti, Gepidi, Avari e Slavi, i Bulgari, i Magiari, i Peceneghi, i Cumani. L'Orda d'Oro (Mongoli) stazionarono temporaneamente in zona. Già dal secolo X, l'Ungheria cercò d'estendere la sua influenza in questa zona e creò fortificazioni nella Moldavia, nelle vicinanze del fiume Siret (nell'attuale Romania).

## Storia medioevale: il principato di Moldavia

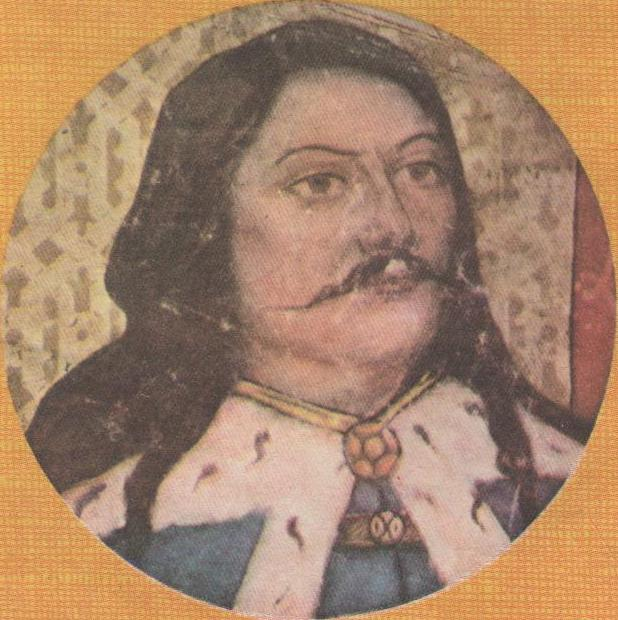
Bogdan I

Una leggenda sostiene che un voivoda romeno chiamato Dragoș, dalla Transilvania attraversò i Carpazi e si stabilì con altri transilvani nella pianura tra le montagne e il Mar Nero.
La Moldavia divenne un principato indipendente nel 1359 con il voivoda Bogdan I che proveniva dalla Transilvania e che dichiarò l'indipendenza dagli Angioini, che governavano il Regno di Ungheria, diventando il primo reggente della Moldavia (1359-1365). Inizialmente denominato Bogdania, il principato, che si estendeva dai Monti Carpazi al fiume Dnestr, fu poi denominato Moldavia, prendendo il nome dal fiume Moldava nell'attuale Romania.
I rimanenti nobili romeni in Transilvania alla fine furono obbligati ad adottare la lingua e la cultura ungherese. I servi della gleba transilvani, però, continuarono a parlare romeno e si aggrapparono all'ortodossia, pur essendo impotenti a resistere alla dominazione ungherese. Il Principato si espanse progressivamente sotto Roman I e i suoi successori; sotto Ștefan cel Mare (Stefano il Grande) (1457-1504), il più conosciuto principe moldavo, arrivò a formare un vasto dominio che comprendeva il territorio tra i Carpazi a ovest, il fiume Nistro a est, il Mar Nero a sud, e la Bucovina a nord.

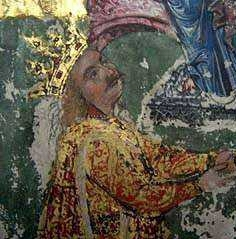
Stefano il Grande (quadro 1473)

Stefano spronò i contadini della Moldavia organizzando un'armata di 55.000 uomini, e respinse un attacco da parte delle forze del re ungherese Mattia Corvino in un azzardato assalto notturno. Insieme ad un'armata di nobili e piccoli proprietari lottò contro i Polacchi e i Tatari. L'armata di Stefano invase poi la Valacchia nel 1471 e sconfisse i Turchi, anche se questi contrattaccarono nel 1473 e 1474. Dopo queste battaglie, Stefano implorò papa Sisto IV di formare un'alleanza cristiana contro i Turchi. Il Papa rispose con una lettera in cui nominava Stefano "Atleta di Cristo", ma non badò alla chiamata di Stefano per un'alleanza cristiana.
Negli ultimi decenni del regno di Stefano, i Turchi incrementarono la pressione sulla Moldavia. Catturarono dei porti strategici sul Mar Nero nel 1484 e bruciarono la capitale moldava, Suceava, nel 1485. Fu questa una delle sole due battaglie maggiori che Stefano perse, sulle 36 che condusse. Stefano riguadagnò una vittoria nel 1486, ma in seguito limitò i suoi sforzi ad assicurare l'indipendenza della Moldavia nello scenario diplomatico. Frustrato dai vani tentativi di unire l'Occidente contro i Turchi, Stefano, sul letto di morte, a quanto pare disse a suo figlio di sottomettersi ai Turchi se questi avessero offerto una sovranità degna di onore. Alla fine del suo principato, comunque, l'indipendenza della Moldavia era per il momento assicurata, dal momento che l'oro moldavo non era più diretto a Costantinopoli come tributo.
Guerre di successione indebolirono la Moldavia dopo la sua morte, e sotto signori deboli che nominavano nobili alla guida dell'esercito e che non investivano le loro risorse economiche, la Moldavia decadde e si impoverì. In queste condizioni, la Moldavia cadde sotto l'influenza del potere ottomano nel periodo che intercorre tra la morte di Ștefan cel Mare avvenuta nel 1504 e il 1512, divenendo uno stato tributario dell'Impero Ottomano per gran parte dei seguenti 300 anni. Non potendo sempre far arrivare i pagamenti del tributo richiesti dall'Impero Ottomano, né tantomeno difendere i propri interessi locali, intervenendo nella scelta dei principi di Moldavia (dal momento che non sempre era possibile corrompere le autorità ottomane per influenzarle nelle loro nomine), il popolo moldavo dovette alternativamente soffrire anche numerose invasioni dirette da parte degli stessi Turchi, dei Tatari, e dei Russi.
Nel XVII secolo i tre stati romeni di Moldavia, Transilvania e Valacchia si unirono, per un breve periodo, sotto il principe di Valacchia, Michele il Bravo, che aveva congiunto le proprie forze con quelle dei potenti principi della Moldavia e della Transilvania per combattere i Turchi. L'unità durò però solamente un anno.
Nel 1775 la parte settentrionale della Moldavia, la Bucovina, venne annessa all'Impero austriaco.

## L'espansione russa
L'Impero russo a partire dal 1769 occupò ripetutamente il territorio compreso tra i fiumi Prut e Nistro. Nel 1792, in base al trattato di Iași, l'Impero ottomano fu forzato a cedere all'Impero russo i territori che prima aveva detenuto nella regione oggi chiamata Transnistria.
L'espansione russa continuò quando la Bessarabia (regione che derivava il suo nome da quello del suo fondatore Basarab I) fu annessa e più tardi incorporata nell'Impero russo, dopo la battaglia russo-turca del 1806, conclusasi con il trattato di Bucarest del 1812.
Dopo la guerra russo-turca del 1828-29, il dominio ottomano sui principati terminò definitivamente.
Dopo la sconfitta dei Russi nella guerra di Crimea (1853-1856), il trattato di Parigi stipulò che la Moldavia (e la Valacchia) fossero poste sotto la garanzia collettiva delle sette potenze straniere che avevano vinto la guerra, che poi, firmando il trattato di reincorporazione della Bessarabia Meridionale nella Moldavia, ponevano fine al possesso russo sulle regioni della Bessarabia Meridionale di Izmail, Bolhrad, e Cahul.

## Il regno di Romania
Nel 1859 lo stato moldavo (Principato di Moldavia) e la Valacchia si unirono, in seguito alla comune elezione di un solo signore per entrambi i principati, precedentemente separati, nella persona di Alessandro Giovanni Cusa (Alexandru Ioan Cuza), erigendo in questo modo una pietra miliare nella formazione del moderno stato di Romania, che infatti anche grazie a questo evento poté divenire un unico Regno di Romania a partire dal 1862. Con il trattato di Berlino del 1878, il governo romeno fu però costretto a cedere di nuovo la Bessarabia Meridionale all'Impero Russo.

## Gli inizi del periodo sovietico
Dopo che la Rivoluzione russa del 1917 e la Dichiarazione dei Diritti dei Popoli presenti nel territorio russo da parte del presidente statunitense Wilson ebbero incoraggiato diverse identità nazionali esistenti nel territorio dell'Impero Russo a rivendicare la propria sovranità, una parte della Moldavia che fino a quel momento era stata sotto il dominio russo (corrispondente alla regione della Bessarabia) si autoproclamò repubblica indipendente di Moldavia il 2 dicembre 1917. In seguito alla richiesta di aiuto da parte del "Consiglio nazionale", cioè della nuova amministrazione di tale repubblica, il 13 dicembre le truppe della Romania vi entrarono, presidiandola e scongiurando così il pericolo di un ritorno delle forze russe. Il 27 marzo 1918 la popolazione di questo territorio accettò con il proprio voto l'annessione alla Romania, formalizzata anche nel Trattato di Parigi che poneva fine alla prima guerra mondiale.
Cionondimeno, dopo la creazione dell'Unione Sovietica nel dicembre 1922, il governo sovietico creò, all'interno della Repubblica Socialista Sovietica Ucraina, una Regione Autonoma Moldava nel territorio situato a est del fiume Nistro, che, a differenza dei territori acquisiti dalla Romania, era rimasto sotto il controllo comunista. La capitale fu fissata a Balta, una città dell'attuale Ucraina. Sette mesi più tardi, la regione autonoma divenne Repubblica Autonoma Socialista Sovietica Moldava, separandosi dalla Repubblica Ucraina e divenendo direttamente, al pari di questa, una delle repubbliche costitutive dell'Unione Sovietica. La popolazione di questa nuova repubblica era composta solo per circa un terzo da etnia romena: nel territorio della repubblica autonoma infatti, erano stati compresi territori con prevalente popolazione slava, con il deliberato scopo di rendere la popolazione moldavo/rumena una minoranza all'interno della repubblica e di poterla quindi controllare più facilmente. La capitale della repubblica restò a Balta per alcuni anni, poi, nel 1929, fu spostata a Tiraspol.

## La seconda guerra mondiale
Come risultato di un protocollo segretamente allegato al patto Molotov-Ribbentrop, accordo di non aggressione fra la Germania e l'Unione Sovietica, del 1939, la Romania subì mutilazioni territoriali. Parte del territorio moldavo facente parte dell'est della Romania fu occupato dai Sovietici quando, nel giugno 1940, con il consenso della Germania, l'Unione Sovietica, dopo aver dato un ultimatum alla Romania, si annetté sia la Bessarabia sia la Bucovina settentrionale, quest'ultima non contemplata nel patto Molotov-Ribbentrop. Durante l'avanzata, l'Armata Rossa occupò anche il territorio di Herța, non menzionato nell'ultimatum. Il 2 agosto 1940, il governo sovietico proclamava la Repubblica Socialista Sovietica Moldava (da cui spariva quindi l'aggettivo "Autonoma"), spostandone la capitale da Tiraspol a Chișinău (Kisinev, in russo), unendo così parte della Bessarabia, sottratta alla Romania, alla Repubblica Moldava già precedentemente costituita all'interno dell'Unione Sovietica. Gli altri territori sottratti dall'Unione Sovietica alla Romania erano invece uniti alla RSS Ucraina. La Bessarabia veniva così nuovamente divisa fra Moldavia ed Ucraina, gravemente così sacrificando la sua integrità economica e storica. Le regioni meridionali e le punte di accesso al Mar Nero dal delta del Danubio (città di Izmail) e l'estuario del Nistro (città di Cetatea Alba; Belgorod in russo) furono infatti cedute all'Ucraina, togliendo alla Moldavia l'accesso al mare.
Nel 1940-41 il generale Ion Antonescu prese il potere in Romania. La Romania entrò nella seconda guerra mondiale nel giugno 1941, quando truppe tedesche e romene invasero l'Unione Sovietica. Il governo di Berlino riconsegnò allora alla Romania, sua alleata, non solo i territori che le erano stati sottratti dall'URSS (Bessarabia e Bucovina settentrionale), ma anche il territorio tra i fiumi Nistro e Bug Meridionale (già Repubblica Sovietica Moldava) dove era presente una consistente minoranza etnica romena, che la Romania denominò e amministrò da quel momento sotto il nome di Transnistria. Questo assetto rimase in vigore fino all'agosto 1944, quando le truppe sovietiche riconquistarono la Transnistria, la Bessarabia e la Bucovina settentrionale. Il trattato di pace stipulato nel 1947 assegnò definitivamente la Bessarabia, la Bucovina settentrionale all'Unione Sovietica, che le ripartiva tra le sue repubbliche di Moldavia e Ucraina e che imponeva nuovamente i nomi russi a tutte le località.

## Il ristabilimento della dominazione sovietica dopo la guerra
Il territorio, che venne a costituire la Repubblica Socialista Sovietica Moldava all'interno dell'Unione Sovietica dopo la seconda guerra mondiale, soffrì una politica di cancellazione dell'identità romena, attraverso massacri e la deportazione forzata in Siberia di quasi un milione di persone, nel tentativo di modificare la composizione etnica della popolazione locale. La polizia segreta combatteva contro i gruppi nazionalisti locali, mentre al posto della lingua romena veniva imposta una lingua ribattezzata come "lingua moldava", e che consisteva nella traslitterazione della lingua romena nell'alfabeto cirillico, avvicinandola così, almeno graficamente, a quella russa. Le persone di etnia russa od ucraina, al contrario, erano incoraggiate dal governo sovietico a trasferirsi nella Repubblica Moldava e soprattutto nella Transnistria. La politica del governo sovietico, che fece incetta dei prodotti agricoli moldavi a favore della popolazione russa, pur sapendo benissimo che i raccolti di quegli anni fossero appena sufficienti per la sopravvivenza gli stessi Moldavi, condusse alla carestia, aggravatasi ancora di più nel catastrofico biennio di siccità del 1945-1947. Le cariche pubbliche, accademiche e all'interno del partito comunista erano riservate ai gruppi etnici non romeni (nel 1946 solo il 14% dei leader politici della Repubblica Socialista Sovietica Moldava erano di etnia romena).
Fu praticata la pulizia etnica perfino nei confronti degli intellettuali comunisti romeni che, anche per ragioni ideologiche, avevano deciso di restare in Moldavia dopo la fine della guerra, come del resto nei confronti di tutto ciò che avesse a che fare con la Romania.
L'imposizione di queste politiche nel ristabilimento del dominio sovietico rappresentarono a loro volta la principale causa del risentimento della popolazione moldava nei confronti delle autorità sovietiche: risentimento che rapidamente iniziò a manifestarsi. Durante il periodo di Leonid Il'ič Brežnev come segretario del Partito Comunista Moldavo (1950-1952), una ribellione dell'etnia romena fu repressa con l'uccisione e la deportazione di centinaia di persone e con l'istituzione forzata della collettivizzazione. Con questi metodi Brežnev, allora Primo Segretario del Partito Comunista Moldavo, ebbe un tale successo nella sua repressione del sentimento nazionale moldavo, che, dopo di allora, i Moldavi restarono sottomessi e nascosti per altri tre decenni, fino all'arrivo ai vertici dell'Unione Sovietica di Michail Sergeevič Gorbačëv. Allora, la politica della glasnost' e della perestrojka crearono le condizioni di una espressione libera e aperta del sentimento nazionale nella repubblica sovietica moldava, che, come le altre repubbliche della federazione, ebbe la possibilità di adottare riforme.

## La crescita dell'autodeterminazione
In questo clima più disteso, l'attivismo politico aumentò decisamente nella Repubblica Socialista Sovietica Moldava nel 1989. Nel 1989 si formò il Fronte Popolare Moldavo (chiamato semplicemente Fronte Popolare), un'associazione di gruppi politici e culturali che arrivò in breve tempo al riconoscimento di interlocutore ufficiale da parte dello stato. Grandi dimostrazioni da parte dei gruppi etnici romeni portarono all'istituzione della lingua romena come lingua ufficiale ed alla sostituzione dei vertici del Partito Comunista Moldavo. Tuttavia, crebbe anche un'opposizione alla crescente influenza dell'etnia romena, soprattutto in Transnistria, dove il Movimento Edinstvo-Unitată (due parole che vogliono dire rispettivamente "unità" in russo e in romeno) si formò a partire dal 1988 a sostegno delle minoranze slave, e nel sud del paese, dove apparve il movimento Popolo Gagauzo, formatosi nel novembre 1989, per rappresentare i Gagauzi, minoranza di lingua turca prevalentemente stanziata nel sud della Moldavia (detta appunto Gagauzia).
Le prime elezioni democratiche per la carica di Soviet Supremo della Repubblica Socialista Sovietica Moldava si tennero il 25 febbraio 1990. Il Fronte Popolare ebbe la maggioranza dei voti. Mircea Snegur, un ex-comunista, fu eletto presidente del nuovo Soviet Supremo; nel mese di settembre Snegur divenne anche Presidente della repubblica. Il governo riformista che salì al potere nel maggio 1990 fece molte riforme che furono bene accolte anche dalle minoranze locali, compresa una riforma del nome della repubblica che, in giugno, da Repubblica Socialista Sovietica Moldava si trasformò in Repubblica Socialista Sovietica Moldova (cambiando quindi il nome dal nome russo di "Moldavia" a quello romeno di "Moldova"), e, soprattutto, nello stesso mese, dichiarando l'indipendenza dall'Unione Sovietica.

## La secessione della Gagauzia e della Transnistria
In agosto i Gagauzi si dichiararono repubblica separatista con il nome di "Repubblica Gagauza" (in gagauzo, Gagauz-Yeri), nel sud della Moldavia, con capitale la città di Comrat. In settembre la popolazione situata sulla riva orientale del fiume Nistro (dove il gruppo etnico romeno/moldavo aveva solo la maggioranza relativa, ma non quella assoluta come nel resto della repubblica) proclamò una "Repubblica Moldava Nistriana" (denominata comunemente "Repubblica Nistriana"), nella Transnistria, con capitale Tiraspol. Nonostante il Soviet Supremo avesse dichiarato immediatamente queste autoproclamazioni come nulle, in entrambe le nuove "repubbliche" separatiste si tennero delle elezioni. Stepan Topal fu eletto presidente della "Repubblica Gagauza" nel dicembre 1991, mentre, sempre nello stesso mese, Igor Smirnov veniva eletto presidente della "Repubblica Nistriana".
Circa 50.000 volontari moldavi furono armati per mettere in riga la Transnistria, ma furono bloccati con gravi perdite dall'intervento della quattordicesima Armata Russa di stanza nella regione. Questo corpo di armata aveva avuto il proprio quartier generale di Chișinău sotto la direzione dell'Alto Comando per le Operazioni Militari del Sud-Ovest (dell'Unione Sovietica) fin dal 1956. Si avviarono allora dei negoziati fra i Gagauzi, i pieds noirs russi della Transnistria, e il governo di Chișinău, ma quest'ultimo ben presto se ne ritirò, dichiarando di non essere disposto ad accettare le condizioni preliminari poste dagli interlocutori.
Nel maggio 1991, la Repubblica Socialista Sovietica Moldava cambiò ufficialmente il proprio nome in Repubblica Moldava. Allo stesso modo, il Soviet Supremo veniva trasformato nell'attuale Parlamento Moldavo.

## L'indipendenza
Al momento del colpo di Stato tenutosi a Mosca nell'agosto 1991, i generali del Comando Sovietico del Sud-Ovest cercarono di imporre lo stato di emergenza anche in Moldavia, ma furono preceduti dal governo moldavo, che si alleò con il presidente russo Boris Nikolaevič El'cin. Il 27 agosto 1991, dopo la caduta del governo sovietico golpista di Mosca, la Moldavia dichiarò la propria indipendenza dall'Unione Sovietica e cambiò il suo nome in Repubblica Moldava.
In ottobre, la Moldavia cominciò a organizzare le proprie forze armate. L'Unione Sovietica si era dissolta improvvisamente, e la Moldavia non aveva avuto fino a quel momento alcuna forza militare indipendente da quelle sovietiche. Ora di forze proprie c'era un improvviso bisogno per prevenire l'escalation di violenza in atto nella Repubblica Nistriana e in tutta la Moldavia. Le elezioni tenutesi in dicembre a favore di Stepan Topal e di Igor Smirnov come presidenti delle rispettive autoproclamate repubbliche e la dissoluzione ufficiale dell'Unione Sovietica verso la fine dell'anno portavano infatti alla crescita delle tensioni in Moldavia.
La fiamma della violenza si riaccese nuovamente in Transnistria nel 1992. Un accordo di cessate il fuoco fu negoziato dai presidenti moldavo e russo, Snegur e El'cin, nel mese di luglio. Una linea di demarcazione fra la Moldavia e la Transnistria fu istituita da parte di una forza di pace tripartita (composta da forze moldave, russe e transnistriane), mentre Mosca si impegnò a ritirare la propria quattordicesima divisione a partire dal momento in cui venisse stabilito un assetto definitivo per la Transnistria. Una prima bozza di assetto definitivo prevedeva, a grandi linee, uno statuto speciale per la Transnistria all'interno della Repubblica Moldava, con la riserva per la Transnistria di dichiarare la propria indipendenza nel caso in cui il resto della Moldavia dovesse un giorno riunirsi alla Romania.

## Dopo l'indipendenza
Dopo l'indipendenza dall'URSS nel 1991, forze russe sono tuttavia rimaste stanziate nel territorio a est del Nistro, per proteggere la popolazione slava, costituita soprattutto da Ucraini, Russi e Bulgari, che si era dichiarata Repubblica di Transnistria, indipendente dal resto della Repubblica Moldava.
Nuove elezioni parlamentari furono tenute in Moldavia il 27 febbraio 1994. Nonostante queste elezioni siano state descritte dagli osservatori internazionali come libere e corrette, le autorità di Transnistria si sforzarono per scoraggiare la partecipazione al voto nel territorio da loro controllato ed impedirono il conteggio dei voti nella loro regione: in tutta la parte ad Est del Nistro, infatti, poterono essere conteggiati solo 7500 voti.
Nel nuovo Parlamento di Moldavia, come scaturito da tali elezioni, la maggioranza dei rappresentanti spettava al Partito Agrario di Moldavia, che, tuttavia, non si discostò molto dalla linea nazionalista tenuta in precedenza dal Fronte Popolare, che aveva avuto la maggioranza nel Parlamento precedente: furono comunque adottate alcune leggi riformatrici e si produssero alcuni cambiamenti. Il Presidente Snegur firmò un Partenariato per la pace con l'Organizzazione del Trattato dell'Atlantico del Nord (NATO) nel marzo 1994, e in aprile il Parlamento approvò l'iscrizione della Moldavia come stato membro della Comunità di Stati Indipendenti (CSI), Organizzazione Internazionale degli Stati ex membri dell'Unione Sovietica. Il 28 luglio, il Parlamento ratificò la nuova Costituzione, che entrò in vigore il 27 agosto 1994, e che prevedeva una sostanziale autonomia per Transnistria e Gagauzia.
La Russia e la Moldavia hanno firmato nell'ottobre 1994 un trattato che prevede il ritiro delle truppe russe dalla Transnistria, ma il governo russo si è poi rifiutato di ratificare il trattato. Così l'accordo di cessate il fuoco era ancora in vigore all'inizio dell'anno 1995, quando, in seguito al fallimento di ulteriori negoziati, che avevano avuto anche la mediazione della Conferenza sulla sicurezza e sulla cooperazione in Europa (CSCE) e delle Nazioni Unite (ONU), le speranze di poter smorzare la tensione e di poter arrivare al ritiro dell'esercito russo in un tempo ragionevole scesero ad un livello molto basso.
In marzo e aprile 1995, alcuni studenti delle scuole e delle università moldave iniziarono una serie di scioperi e di dimostrazioni a Chișinău per protestare contro le politiche del governo riguardanti la cultura e l'educazione. Agli studenti si sono aggiunti molti rappresentanti del mondo intellettuale e più tardi anche dei lavoratori e dei pensionati, che protestavano contro il governo per motivi economici. Il problema, anche emozionale, che veniva posto a bandiera della discussione riguardava la scelta della lingua nazionale: se cioè dovesse chiamarsi "moldava", come era denominata nella Costituzione approvata nel 1994, o "romena", così come aveva suggerito la maggioranza degli esperti linguistici, secondo i quali le differenze fra la lingua della Moldavia e quella della Romania sono da considerarsi quasi inesistenti.
Nel suo discorso del 27 aprile di fronte al Parlamento, il presidente Snegur chiese ai parlamentari di emendare la Costituzione e di cambiare il nome della lingua nazionale in "romena". La decisione finale fu presa dal governo verso la fine di autunno a causa dell'articolo costituzione che stipula che, tra una modifica della Costituzione e la successiva, devono passare almeno 6 mesi. Le dimostrazioni studentesche terminarono soltanto il 6 settembre.
Nonostante fossero passati già più di 10 anni dalla dichiarazione di indipendenza e dalla fine della propaganda razzista sovietica anti-romena, i suoi effetti erano ancora presenti fra molte persone di origine romena che ancora si vergognavano di questa loro provenienza.